# Cá sặc
Cá sặc là tên gọi thông dụng tại Việt Nam dùng để chỉ nhiều loài cá khác nhau trong họ Cá tai tượng (Osphronemidae) và trong họ Cá sặc vện (Nandidae), chủ yếu thuộc hai chi Trichopodus và Trichogaster.

## Một số loài cá sặc
- Trichopodus pectoralis (Regan, 1910): cá sặc rằn[1]
- Trichopodus leerii (Bleeker, 1852): cá sặc trân châu, cá mã giáp
- Trichopodus microlepis (Günther, 1861): cá sặc điệp[2], cá sặc bạc, cá sặc ánh trăng
- Trichopodus trichopterus (Pallas, 1770): cá sặc bướm[3], cá sặc cẩm thạch, cá sặc ba chấm
- Trichogaster lalius (Hamilton, 1822): cá sặc gấm, cá sặc lửa
- Sphaerichthys osphromenoides (Canestrini, 1860): cá sặc Sô cô la
- Nandus nandus (Hamilton, 1822): cá sặc vện sông Hằng